# الضياء (مجلة)
الضياء كانت أول مجلة شهرية عربية تصدرها دار العلوم لندوة العلماء في أيار 1932 تحت رئاسة تحرير مسعود علم الندوي، وبمشاركة سليمان الندوي وتقي الدين الهلالي، وقد شارك أبو الحسن علي الحسني الندوي ضمن فريق التحرير. وقد طُبع بالطباعة الحجرية وإصدارها في منتصف الشهر وفقًا للتقويم الهجري، مع التركيز على الموضوعات الأدبية والتعليمية والاجتماعية. وعلى الرغم من كونها المجلة العربية الوحيدة في الهند في ذلك الوقت، وحظيت بإشادة واسعة النطاق لجهودها في تطوير الخطاب الفكري في الأوساط العربية والإسلامية، إلا أنها توقفت عن النشر بعد أربع سنوات بسبب القيود المالية. ومع ذلك، فقد أثّر إرثها على ظهور المجلات العربية الأخرى، حيث اعتبرت مجلة البعث الإسلامي خليفتها.

## البداية والاجتهاد
أدركت دار العلوم ركود تعليم اللغة العربية في الهند، فبادرت ببذل الجهود لإحياء اللغة، وخاصة في التواصل العملي. في عام 1932، وتحت تأثير تقي الدين الهلالي ومقترح من سيد صابر، أطلقت المؤسسة مدرسة الضياء، المصممة لتزويد الطلاب بمنصة لممارسة الكتابة والتأليف باللغة العربية. كانت هذه مبادرة جديدة، حيث ظلت اللغة العربية في الهند مقتصرة إلى حد كبير على الدراسة التقليدية (المدارس، والكتاب، والحوزات)، حيث كان العديد من العلماء يكافحون من أجل استخدام اللغة بطلاقة في التحدث أو الكتابة. وعلى الرغم من وجود أكثر من مليون طالب يتعلمون اللغة العربية في حوالي ألف مدرسة دينية، إلا أن اللغة لم تتقدم من حيث مهارات التواصل إلى ما هو أبعد من المواضيع الفقهية أو المنطقية. وقد أشار سليمان الندوي وآخرون إلى التحدي الذي يواجهه العديد من المسلمين الذين يستطيعون فهم اللغة العربية ولكنهم لا يستطيعون التواصل بها بشكل فعال. وفي رده، دعت الضياء إلى مزيد من المشاركة الفعالة مع اللغة العربية كلغة حية، وتعزيز استخدامها في الكتابة والكلام. ساعدت هذه المبادرة في ظهور منشورات ومؤسسات عربية أخرى مخصصة لتدريب اللغة العربية. إلا أن مجلة الضياء توقفت عن الصدور بعد أربع سنوات بسبب القيود المالية. وقد وثّق عبد الحميد فضلي الظروف المحيطة بإغلاقه في سيرته الذاتية عن مسعود علم الندوي.

## المواضيع والأصوات
لعبت المجلة دورًا فعالًا في تقدم العلوم الإسلامية والثقافة الهندية من خلال الترويج للغة العربية كلغة ديناميكية ومتطورة تناسب الاحتياجات الحديثة. هدفت الدراسة إلى إثبات أن اللغة العربية ليست لغة ثابتة تقتصر على السياقات الدينية، بل هي لغة قادرة على دعم مجموعة واسعة من التخصصات، بما في ذلك الدراسات الإسلامية وغيرها من المجالات العلمية. وبالإضافة إلى تركيزها على اللغة، عملت المجلة ممثلًا رئيسًا للمسلمين الهنود في الخارج، مما سهل التواصل بين الهند والعالم العربي. وقد شجعت أسلوبًا معاصرًا في الكتابة، وطورت الأذواق الأدبية والعلمية، وألهمت الحماسة الإسلامية والمشاعر الدينية بين قرائها. علاوة على ذلك، واجهت المجلة تأثير الفكر الغربي، ودعت إلى الحفاظ على الفكر والقيم الإسلامية ولعبت دورًا في تشكيل المشهد الفكري والثقافي في عصرها.

## السمعة في الأوساط الأكاديمية
وقد حظيت بإشادة من خلفيات أكاديمية متنوعة. وأشاد أكاديميون مثل عبد العزيز اليماني من الجامعة الإسلامية بالمدينة المنورة بإنشائها، معترفين بجهود تقي الدين الهلالي وغيره في رعاية نجاحها. وسلط فريد الدين أحمد من جامعة القطن الضوء على الشهرة الواسعة التي تحظى بها المجلة في جميع أنحاء الهند ودورها في تطوير اللغة العربية في المنطقة. وأشار حبيب شهيد الإسلام وأحمد ديزي، وكلاهما من جامعة قواهاتي، إلى الشعبية السريعة التي اكتسبتها المجلة في الدول العربية بسبب محتواها. وقد اعتبرها حافظ الرحمن، من جامعة قواهاتي أيضًا، بمثابة منشور رائد في الصحافة العربية، مع تأثير ملحوظ في كل من الهند والدول العربية. وأشاد ذكر الله عربي من جامعة مولانا آزاد الوطنية الأردية بأسلوب المجلة البليغ ودورها في نشر الوعي الإسلامي، بينما أكد جوبيليا ب من جامعة قاليقوط وأنيس ألانجادان من جامعة المهاتما غاندي في كيرالا على مكانتها كمصدر للإلهام وقائدة في هذا المجال. نياب حسن قاسمي، مؤلف دار العلوم ديوبند، وشمس تبريز خان، مؤرخ دار العلوم لندوة العلماء، ومحمد. وأقر سهيب صديقي من جامعة عليكرة الإسلامية بتأثير المجلة على الصحافة المعاصرة في الهند والعالم العربي الإسلامي. وأشاد عبيد الرحمن من جامعة كلكتا بالكتاب لأنه بدَّد المفاهيم الخاطئة حول كفاءة المسلمين الهنود في اللغة العربية، مشيرًا إلى دوره في الارتقاء بالعلماء الهنود في العالم العربي. وقد أشارت شيبا رحمن من جامعة عليكرة الإسلامية إلى الاعتراف السريع بها في جميع أنحاء العالم الإسلامي، كما عزا كليمور رحمن خا من جامعة لكناو الكثير من نجاحها إلى الكفاءة الثنائية للغة مسعود علم ندوي. وأشاد إحسان معافى حقي، أستاذ اللغة العربية في جامعة عليكرة الإسلامية، بجهود المجلة في تعزيز اللغة العربية، وشجع على المزيد من التحسينات في عرضها.

## الوصول الدولي
أقام مسعود عالم الندوي علاقات عالمية مع شخصيات بارزة مثل شكيب أرسلان، ورشيد رضا، ومحب الدين الخطيب من العالم العربي، بالإضافة إلى محمد إقبال في الهند، مستخدمًا المجلة منصةً. كما أنها كانت بمثابة وسيلة للعلماء الناشئين مثل مصطفى السباعي، وعمر بهاء العامري، وعبد القهار الكرداني، ومحمد ما جيان، الذين حققوا شهرة كبيرة في مجالاتهم فيما بعد. وقد حظي هذا المنشور بالثناء من عدة مصادر دولية، بما في ذلك الأمير ناصر الدين من لبنان، الذي أشاد بالضياء على لغته العربية النقية، وأسلوبه البليغ، وبحثه الإسلامي الثاقب. وأشار السيد محمد محمود حافظ الندوي إلى أن شهرتها امتدت خارج الهند إلى العالم العربي، حيث احتفل الكتاب العرب بالمجلة لوضوحها الفكري وموضوعاتها الأدبية. ووصفتها مجلة الفرقان السورية بالتقدمية، مسلطة الضوء على محتواها الفكري والأدبي والتربوي والاجتماعي. وقد اعترفت صحيفة الصفا اللبنانية بمكانة مجلة الضياء الفريدة باعتبارها المجلة الوحيدة الناطقة باللغة العربية في الهند في ذلك الوقت، مؤكدة على محتواها الشامل والمفيد، على الرغم من طباعتها باستخدام الطباعة الحجرية. وأشارت مجلة العرفان من سوريا إلى نمو المجلة، قائلاً إنه لو استخدمت أساليب الطباعة الحديثة، لكانت تعتبر من المجلات العربية الرائدة. وقد أشادت بها مجلة العرب المقدسية باعتبارها مجلة مؤثرة، وأشادت بأسلوبها البليغ ودورها في تعزيز الثقافة والتاريخ وعلم الاجتماع الإسلامي. وقد أقرّ النقاش الكرملي، وهو كاتب سوري عربي، بإتقان مسعود علم الندوي للغة العربية، حتى في سنّ مبكرة، واعتبره عالمًا بارعًا. وسلطت مجلة الشهاب الجزائرية الضوء على تزايد عدد قرائها ودعمهم لها، مشيرة إلى أن الأبحاث والمواضيع الشاملة ألهمت الكثيرين للاشتراك فيها. وقد عكست مجلة الفتح، وهي مجلة مقرها القاهرة، التقدير العالي التي تحظى بها الضياء، مؤكدة على مكانته المهمة في المجتمع الفكري العربي.